# Dorte Dalum Jensen
Dorte Dalum Jensen (* 3. Juli 1978 in Hadsund) ist eine ehemalige dänische Fußballspielerin.

## Leben
Von 1997 bis 2002 spielte Dorte Jensen beim Verein HEI und von 2002 bis 2003 beim Verein IF Liungen. Jensen spielte von 2004 bis 2005 beim norwegischen Fußballverein Asker SK. 2006 wechselte sie zum schwedischen Fußballverein Djurgården Damfotboll und 2008 ging sie zum französischen Fußballverein Olympique Lyon, wo sie in der Division 1 Féminine spielte.
Bei der Fußball-Europameisterschaft der Frauen 2005 war Jensen im Kader der dänischen Fußballnationalmannschaft vertreten. 2013 beendete sie ihre aktive Karriere.